# NGC 7459-2
NGC 7459-2 is een sterrenstelsel van ongebruikelijke aard in het sterrenbeeld Vissen. Het hemelobject werd op 14 oktober 1884 ontdekt door de Amerikaanse astronoom Lewis A. Swift.

## Synoniemen
- UGC 12302
- MCG 1-58-21
- PGC 70255